# にごみ
にごみは長崎県大村市の郷土料理。薄皮つきのゆで落花生が入った煮込み料理である。

## 概要
江戸時代に大村市一帯のおもてなし料理として始まったものが、現代に伝わったとされる。仏事、祝儀、集会といった人が集まる行事の際に作られる料理であったが、冷蔵庫など保存技術の発達によって日常的なおかずとしても食されるようになった。
大村市は落花生が特産品であり、落花生を鶏肉や根菜と一緒に煮込むのが特徴である。また、同様の煮込み料理である佐賀県の煮ごみと違って、食材は1センチメートル角に小さく切って入れることも特徴に挙げられる。煮ごみには落花生は入らないし、食材も2センチメートルほどの乱切り。
食材を小さくきるのは、落花生の大きさに合わせて食べやすくするためという説と、食材のムダを極力減らすための工夫という説がある。
家庭料理であるため、使用する食材は各家庭によってまちまちではあるが、鶏もも肉、落花生、厚揚げ、ジャガイモ、ニンジン、コンニャク、レンコン、ゴボウ、干しシイタケ、細切りにした昆布あたりが定番の食材である。やや甘めの味付けで煮込むため、ご飯のおかずとしてだけでなく、酒の肴としても適している。
具材が多く栄養豊富であるため、長崎県では保育園や学校の給食のメニューとしても定着している。